# ستيف سميث (لاعب كرة قدم مواليد 1957)
ستيف سميث (بالإنجليزية: Steve Smith)‏ هو مدرب كرة قدم ولاعب كرة قدم بريطاني في مركز حراسة المرمى، ولد في 12 يونيو 1957 في Lydney ‏ في المملكة المتحدة. لعب مع برادفورد سيتي وبرمنغهام سيتي ونادي كرو ألكساندرا.